# Carl Hueter
Carl Hueter, född 27 november 1838 i Marburg, död 12 maj 1882 i Greifswald, var en tysk kirurg; son till Karl Christoph Hueter.
Hueter tog medicinsk examen 1858 och besökte därefter Berlin, Wien och London samt studerade 1860-62 kirurgisk anatomi i Paris. Han utgav Anatomische Studien an den Gelenken Neugeborener und Erwachsener ("Virchow's Archiv", XXV, XXVIII). Han återvände till Marburg 1863, var assistent hos Wilhelm Roser, men reste samma år till Berlin och blev assistent hos Rudolf Virchow, han deltog i kriget mot Danmark 1864 och kom 1865 in som assistent hos Bernhard von Langenbeck  i Berlin, där han blev privatdocent. År 1868 kallades han till Rostock och 1869 till Greifswald.
Hueter författade många skrifter bland annat den mycket spridda Grundriss der Chirurgie (1881), som senare utgavs av Lossen. Han stiftade "Deutsche Zeitschrift für Chirurgie" (1872). Han författade skrifter inom många av kirurgins områden, som kontrakturerna i fotraden, ledresektionerna, neurektomin, parenkymatosa karbolinjektioner och inflammationer. Hans livliga fantasi ledde honom ofta på avvägar, till exempel i "Monade Teorien".

## Fotnoter
1. 1 2  SNAC, SNAC Ark-ID: w6rv8f31, läs online, läst: 9 oktober 2017.[källa från Wikidata]
2. ↑  Base biographique, Bibliothèque interuniversitaire de santé, BIU Santé person-ID: 20605.[källa från Wikidata]
3. ↑  Gemeinsame Normdatei, läst: 11 december 2014.[källa från Wikidata]
4. ↑  Gemeinsame Normdatei, läst: 30 december 2014.[källa från Wikidata]
5. ↑  Catalogus Professorum Rostochiensium, Catalogus Professorum Rostochiensium-ID: 00002466, läst: 22 april 2022.[källa från Wikidata]